# منتخب أستراليا لدوري الرغبي للسيدات
منتخب أستراليا لدوري الرغبي للسيدات (بالإنجليزية: Australia women's national rugby league team)‏ هو ممثل أستراليا الرسمي في المنافسات الدولية في دوري الرغبي للسيدات
.

## وصلات خارجية
- الموقع الرسمي